# Coleophora orientalis
Coleophora orientalis là một loài bướm đêm thuộc họ Coleophoridae. Nó được tìm thấy ở Trung Quốc (Wudalianchi).